# الساندرو مازولا (بازیکن فوتبال، زاده ۱۹۶۹)
الساندرو مازولا (انگلیسی: Alessandro Mazzola؛ زادهٔ ۱۵ ژوئن ۱۹۶۹) بازیکن فوتبال اهل ایتالیا است.
از باشگاه‌هایی که در آن بازی کرده‌است می‌توان به باشگاه فوتبال هلاس ورونا، باشگاه فوتبال تورینو، باشگاه فوتبال ارورا پرو پاتریا ۱۹۱۹، باشگاه فوتبال پیاچنزا، باشگاه فوتبال رجانا، باشگاه فوتبال لوگانو، و باشگاه فوتبال وارزه اشاره کرد.